# Ciudad de La Habana (club de fútbol)
El FC Ciudad de la Habana es un club de fútbol que juega en el Campeonato Nacional de Fútbol de Cuba.

## Historia del club
El FC Ciudad de La Habana es uno de los clubes de fútbol en mejores condiciones y más galardonado de Cuba. 

### 2007/08
En torneo 07/08 Ciudad de La Habana llegó a las finales del fútbol cubano después de pasar por una ola de mareo frente al campeón actual Pinar del Río, tras realizar algo inédito en el Campeonato Nacional, se decidió en tiros desde los 12 pasos (penales). Resultó ser que a fin de cuentas llegaron a 22 penales, nadie había fallado hasta que Vismel Castellanos decidió ponerle punto final al juego con un paradón, introduciéndose así a la Final del campeonato Nacional de Cuba, frente a FC Cienfuegos el pisagigantes pues dejó en el camino a la FC Ciego de Ávila de Leonel Duarte  y en semifinales a nada más y nada menos que a FC Villa Clara. En la final disputada de la ida en Cienfuegos el 28 de marzo el equipo Cienfueguero ganó 2-0 y la vuelta disputada en el estadio capitalino Pedro Marrero el 1 de abril el equipo arremetedor Cienfuegos ganó 2-1, en un marcador total de 6-1 (por cuestión de puntos visitantes que valen el doble y puntos en casa que vale 1)

## Torneos nacionales
- Campeonato Nacional de Fútbol de Cuba (10): 1963, 1964, 1972, 1973, 1978, 1979, 1984, 1994, 1998, 2001

## Jugadores

### Jugadores notables
- Miguel Rivero
- Jaime Colomé[1]
- Raimundo Frometa
- Francisco Fariñas
- Jorge Massó
- Carlos Loredo
- Luis Manuel Sánchez
- Marcel Hernández
- Rey Ángel Martínez

## Entrenadores
- Domingo Hernández (2005)[2]
- Dariem Díaz (2013)[3]
- Jesús Tosca Sánchez (?-2020)[1]
- Jaime Colomé (2020-)[1]